# Disturbi della nutrizione e dell'alimentazione
I disturbi della nutrizione e dell'alimentazione (DNA o DAN), precedentemente noti come disturbi del comportamento alimentare (DCA), sono malattie psichiche a eziologia multifattoriale, ovvero causate dall'interazione di più fattori. 
In questi disturbi, il comportamento alimentare è condizionato e alterato da pensieri ossessivi, spesso riguardanti il proprio corpo e il cibo, con conseguenze disfunzionali e a volte mortali. 

## Descrizione
I disturbi alimentari sono gravi disturbi psichiatrici caratterizzati da un rapporto patologico con il cibo o da comportamenti di controllo del peso. Le preoccupazioni per il proprio corpo e le sue forme giocano un ruolo chiave nello sviluppo dei più conosciuti disturbi alimentari (anoressia nervosa e bulimia nervosa) e hanno un ruolo chiave sia nella genesi che nel mantenimento del disturbo. La forma di queste preoccupazioni varia secondo il genere: negli uomini,  si concentrano a volte sulla muscolarità, altre volte sul peso corporeo. Nelle donne invece è quasi sempre presente una preoccupazione per il peso e le forme corporee.
Alcuni pazienti con disturbi dell'alimentazione possono riferire sintomi (correlati al cibo) simili a quelli dell'abuso di sostanze, come il craving o i comportamenti compulsivi. È possibile che questa somiglianza tra disturbi alimentari e abuso di sostanze sia dovuta al coinvolgimento delle stesse strutture neuronali tra cui quelle implicate nella regolazione del comportamento e nel circuito della ricompensa.  Tuttavia, i relativi contributi di condivisione e fattori distinti nello sviluppo e nel perpetuarsi dei disturbi dell'alimentazione e dell'uso di sostanze rimanere insufficientemente compreso.

### Discipline cliniche
I disturbi della nutrizione e dell'alimentazione sono di competenza psichiatrica, neuropsichiatrica infantile, psicologica e psicoterapeutica. Coinvolgono altre discipline mediche come: le scienze dietistiche o le scienze della nutrizione umana la dietologia, l'endocrinologia, la gastroenterologia e molte altre branche medico-internistiche, perché queste patologie portano a una serie di problematiche secondarie, come conseguenza degli scorretti schemi alimentari, che vanno a colpire numerosi organi e apparati. 
La cura dei DCA è da attuarsi in un'équipe multiprofessionale, formata dal medico psichiatra (se in reparti ospedalieri di NPIA da neuropsichiatra infantile), dal medico internista, dallo psicologo o psicoterapeuta, dal tecnico della riabilitazione psichiatrica e/o educatore professionale, dal dietista, dall'educatore, dall'infermiere, tutti con esperienza clinica e formativa nei DCA.

## Classificazione
Il manuale diagnostico-statistico DSM-5, nel suo aggiornamento del 2013, raccoglie in un unico capitolo (disturbi della nutrizione e dell'alimentazione) sia i disturbi alimentari tipici dell'adolescenza e dell'età adulta, sia quelli più frequenti nei bambini. I disturbi presenti in questo capitolo sono: 
- Pica
- Disturbo da ruminazione
- Disturbo evitante/restrittivo dell'assunzione di cibo (in precedenza Disturbo della nutrizione dell'infanzia o della prima fanciullezza)
- Anoressia nervosa (AN)
- Bulimia nervosa (BN)
- Disturbo da alimentazione incontrollata (BED)
- Disturbo della nutrizione o dell'alimentazione con altra specificazione (in precedenza Disturbo dell'alimentazione NAS).
- Disturbo della nutrizione o dell'alimentazione senza specificazione

Va ricordato che il confine tra una forma di DCA e l'altra non è sempre così netto.
L'ortoressia non è attualmente riconosciuta come patologia nel DSM-5, ma può essere accostata ai disturbi ossessivo-compulsivi (DOC).
L'obesità non è inclusa nel DSM-5 come disturbo mentale. L'obesità definita come "eccesso di grasso corporeo" è determinata dallo sbilanciamento protratto nel tempo tra cibo assunto e calorie consumate durante il giorno. L'obesità è la risultante dell'interazione di diversi fattori: genetici, fisiologici, comportamentali e ambientali che variano da individuo a individuo. L'obesità non è considerata una malattia mentale. Tuttavia, ci sono strette correlazioni tra obesità e diversi disturbi mentali (ad es. disturbo da alimentazione incontrollata, disturbi depressivi e bipolari, schizofrenia). Inoltre, gli effetti collaterali di alcuni psicofarmaci possono favorire lo sviluppo dell'obesità.

### Anoressia nervosa
L'anoressia nervosa è un grave disturbo alimentare, forse il più conosciuto e riconoscibile, caratterizzato da un'intensa paura di ingrassare o da un disturbo dell'immagine corporea, o entrambi. La presenza di uno o entrambi di questi sintomi motiva i pazienti a intraprendere diete sempre più restrittive o mettere in atto altri comportamenti disfunzionali per perdere peso (ad esempio, attività fisica eccessiva, l'utilizzo improprio di lassativi o, nella variante anoressia binge/purging, al vomito autoindotto). Le preoccupazioni per il peso e la forma distinguono l'anoressia nervosa dal disturbo evitante-restrittivo dell'assunzione di cibo.
Nell'anoressia nervosa inoltre il funzionamento cognitivo ed emotivo sono notevolmente deficitari. Inoltre sono presenti numerose complicanze mediche che possono coinvolgere tutti gli organi e i sistemi del corpo. Queste problematiche sono dovute alla malnutrizione, allo stato di perdurante emaciazione e all'utilizzo di lassativi e diuretici. In pazienti con anoressia sono molto frequenti e fastidiosi disturbi gastrointestinali.

### Bulimia nervosa
La bulimia nervosa può essere meno evidente dell'anoressia nervosa in quanto il peso corporeo può essere normale se non in leggero sovrappeso. Secondo il DSM-5 se il peso corporeo è significativamente basso nei pazienti con bulimia nervosa, viene fatta una diagnosi di anoressia nervosa binge-purging in quanto considerata un disturbo di gravità maggiore. La bulimia nervosa è caratterizzata da episodi ricorrenti di abbuffate. Le abbuffate sono definite come "l'ingestione di grandi quantità di cibo accompagnate da una soggettiva sensazione di perdita del controllo" e comportamenti compensatori per prevenire l'aumento di peso. La strategia di compenso più comune è il vomito autoindotto, ma possono essere utilizzate anche altre strategie come l'uso inappropriato di farmaci, il digiuno o l'esercizio fisico eccessivo. Questi comportamenti sono guidati da un'autovalutazione negativa relativa al peso, alla forma del proprio corpo o del proprio aspetto fisico, nonché da un senso di vergogna e di disagio che accompagna i momenti di abbuffate, nei quali i pazienti avvertono sentimenti di stress, solitudine, sensazioni di vuoto o di noia. In alcuni casi dalla presenza di un disturbo dell'immagine corporea.

### Disturbo da alimentazione incontrollata
Il disturbo da alimentazione incontrollata (binge eating disorder) è caratterizzato da episodi ricorrenti di abbuffate, senza però comportamenti di compenso come nella bulimia nervosa. Il disturbo da alimentazione incontrollata può portare, e spesso si accompagna, ad una condizione di obesità (30-45%) e relativi disturbi nel metabolismo.

### Disturbo evitante-restrittivo dell'assunzione di cibo
Il disturbo evitante-restrittivo dell'assunzione di cibo è attualmente riconosciuto come un disturbo psichiatrico sia nel DSM-5 che nell'ICD-11. I sintomi principali sono l'evitamento o la restrizione alimentare (c'è una riduzione sia della quantità di cibo assunta che della varietà di cibi mangiati). Questo determina una serie di problematiche tra cui, perdita di peso, ritardi nella crescita, carenze nutrizionali, dipendenza da alimentazione tramite sondino nasogastrico o da integratori nutrizionali uniti ad un importante compromissione psicosociale. I sintomi potrebbero insorgere nel contesto di una generale assenza di interesse per il cibo, selettività alimentare basata sulla sensibilità sensoriale (cibi vengono scelti più per il loro aspetto che per il loro sapore) e paura delle conseguenze negative del mangiare, legate ad esempio ad esperienze negative come un principio di soffocamento o episodi di vomito e quindi la relativa fobia che si ripresentino queste esperienze. Generalmente il disturbo evitante-restrittivo si manifesta nei bambini e più facilmente evolve in un altro disturbo psichiatrico (es. disturbi d'ansia) e non in un altro disturbo alimentare.

### Pica e disturbo da ruminazione
Il picacismo è un disturbo della nutrizione e dell'alimentazione caratterizzato dall'ingestione di sostanze non nutritive. Il disturbo compare principalmente durante l'infanzia e porta i bambini ad ingerire sassolini, pezzi di intonaco e altre sostanze non commestibili. Il disturbo in genere si associa a disabilità intellettiva. Le principali cause che determinano questo anomalo comportamento alimentare sono il gusto della sostanza, la noia, la curiosità o la tensione psicologica.
Il disturbo da ruminazione comporta il rigurgito di cibo dopo averlo mangiato in assenza di nausea, conati di vomito involontari o disgusto. Il cibo a volte viene trattenuto in bocca per molto tempo oppure rigurgitato una volta ingerito. Anche questo disturbo è frequente nei bambini.

## Comorbilità
Circa il 70% dei pazienti con un disturbo alimentare presenta anche un altro disturbo psichiatrico in comorbilità. Le comorbidità psichiatriche più comuni includono disturbi dell'umore e d'ansia, disturbi del neurosviluppo, disturbi da alcol e da uso di sostanze e disturbi della personalità. Inoltre le persone con diabete hanno una maggiore prevalenza di disturbi alimentari. Questa alta prevalenza produce un aumento del rischio di complicanze diabetiche e morte prematura, specialmente se il paziente omette di prendere l'insulina. Esistono inoltre strette relazioni tra disturbi alimentari e disturbi autoimmuni come la celiachia e la malattia di Crohn.

## Epidemiologia
I disturbi alimentari possono colpire individui di ogni età, genere, orientamento sessuale, etnia e area geografica. Gli adolescenti e i giovani adulti sono le categorie particolarmente a rischio. L'anoressia nervosa ha l'età d'esordio più bassa, più alta invece nella bulimia nervosa o nel disturbo da alimentazione incontrollata. Un esordio posteriore ai 30 anni è raro, inoltre alcuni dati suggeriscono che l'età d'esordio dell'anoressia nervosa si stia sensibilmente abbassando, presentando picchi tra i 15 e i 18 anni, età che rappresentano periodi evolutivi specifici e significativi.
Nella popolazione adulta sono maggiormente presenti disturbi dello spettro binge, quindi con abbuffate con o senza strategie di controllo del peso e minori differenze di genere rispetto alla popolazione adolescente. Disturbi alimentari sono inoltre più presenti nelle minoranze etniche e negli individui in sovrappeso. I tassi di incidenza dell'anoressia nervosa sono rimasti stabili negli ultimi decenni, stabile o in leggero calo i tassi per la bulimia nervosa, e un aumento per il disturbo da alimentazione incontrollata e i disturbi alimentari non specificati. 
A livello globale, la prevalenza dei disturbi alimentari è stimata in aumento del 25%, ma solo il 20% circa di queste persone tende a chiedere aiuto ed è disposto a seguire un percorso di cura. In Europa, l’anoressia e la bulimia nervosa sono le manifestazioni più note e frequenti dei disturbi dell’alimentazione e sono diventati una reale emergenza di salute mentale; si stima, infatti, che in Europa soffrano di disturbi alimentari 20 milioni di persone, con una prevalenza dell'insorgenza del fenomeno tra le persone di sesso femminile in età compresa tra i 15 e i 25 anni. 
Il periodo di tempo tra l'insorgenza del disturbo e l'inizio del trattamento è variabile ma è minore per l'anoressia nervosa (circa 30 mesi) rispetto alla bulimia nervosa (53 mesi) o al disturbo da alimentazione incontrollata (43 mesi). Questo è dovuto al fatto che l'anoressia, essendo caratterizzata da un evidente ed importante calo di peso è una condizione più facilmente riconoscibile da amici e parenti, e quindi il ricorso alle cure è più rapido.

## Eziologia
L'eziologia sembra essere multifattoriale. Sembra infatti che si stia dimostrando una certa familiarità in questo tipo di disturbi, cosa che dimostra, accanto ad un'importante influenza ambientale, una importanza variabile della predisposizione genetica. Studi recenti suggeriscono che esiste una divergenza nell'eziologia tra l'anoressia nervosa e i disturbi dello spettro binge (bulimina nervosa e disturbo da alimentazione incontrollata).

### Studi sul modello animale
Nel corso degli anni sono stati svolti numerosi esperimenti sul modello animale per cercare di comprendere l'eziologia dei disturbi alimentari. Per quel che riguarda lo studio dell'iperattività nell'anoressia, uno dei modelli più utilizzati è il ratto. In alcuni esperimenti i ratti venivano prima sottoposti ad un regime dietetico ipocalorico, in modo da generarne la graduale perdita di peso e successivamente venivano posti in una gabbia con una ruota girevole e con del cibo. Una percentuale significativa di ratti femmina particolarmente sensibili alla paura, se esposta a questo ambiente, preferiva fare esercizio correndo sulla ruota piuttosto che alimentarsi, fino al punto di morire di fame In un altro studio, femmine di topo adolescenti, selezionate con specifiche caratteristiche genetiche per essere particolarmente suscettibili all'ansia, venivano poste in isolamento con un regime alimentare molto restrittivo. Questa condizione generava successivi comportamenti alimentari anomali nei topi, con restrizioni autoimposte di restrizione alimentare, a volte anche fatali.
Altri studi sono stati fatti per comprendere i comportamenti di abbuffata tipici della bulimia e del disturbo da alimentazione incontrollata. In questi studi ad animali sperimentali venivano imposti cambiamenti repentini nella dieta. Ad un regime di alimentazione normale erano seguiti periodi di forti restrizioni alimentari, veniva aggiunto saccarosio all'acqua, o veniva proposto in modo intermittente cibo altamente appetitoso. Inoltre venivano mantenuti in condizioni di stress. Animali sottoposti a queste condizioni sperimentali mostravano cambiamenti comportamentali nell'alimentazione, comportamenti molto simili a quelli che si osservano in soggetti con abuso di sostante (quindi craving e compulsione).

### Studi sugli esseri umani
Gli studi sugli esseri umani per comprendere i meccanismi alla base dei disturbi alimentari sono limitati da aspetti etici e morali. Non è possibile infatti trasporre gli esperimenti svolti sul modello animale anche sull'uomo. Studi genetici hanno comunque dimostrato che l'anoressia nervosa ha un'importante componente genetica. Lo sforzo congiunto di grandi laboratori internazionali ha infatti identificato otto loci associati all'anoressia nervosa La rilevanza di questi geni e i meccanismi d'azione che determinino o favoriscano l'insorgere dell'anoressia nervosa non sono però ancora stati chiariti. Tuttavia è dimostrato che una predisposizione genetica per l'anoressia nervosa ci sia, e che figli di pazienti con anoressia abbiano una probabilità maggiore di sviluppare anch'essi il disturbo. La predisposizione genetica è invece minore nello spettro binge, infatti bulimia nervosa e disturbo da alimentazione incontrollata sono molto meno ereditabili rispetto all'anoressia nervosa.
Studi correlazionali hanno comunque evidenziato numerosi fattori di rischio per lo sviluppo dei disturbi alimentari. Ad esempio, la bassa autostima è un tratto comune a tutti i disturbi alimentari e ne favorisce l'insorgenza. Nell'anoressia nervosa sono stati inoltre osservati altri aspetti problematici legati alla sfera sociale come ansia sociale, disinteresse verso le relazioni sociali e attaccamento insicuro, aspetti spesso associati anche ai disturbi dello spettro autistico e all'ansia di tratto. Le anomalie nella sfera sociale includono una ridotta mimica facciale e una ridotta teoria della mente, entrambe le quali limitano la capacità di interpretare le emozioni degli altri e costruire così relazioni sociali solide e soddisfacenti. Inoltre, le pazienti con anoressia nervosa sono maggiormente sensibili allo status sociale. Danno infatti molta importanza allo loro posizione nella società, nei gruppi di lavoro o di scuola e sono molto sensibili quando questa posizione è minacciata. Tutti questi fattori contribuiscono alla fine di relazioni significative e all'isolamento sociale, entrambe considerate fattori di mantenimento fondamentali dell'anoressia nervosa. I pazienti con disturbi dello spettro bulimico mostrano invece maggiori difficoltà di attenzione e una marcata impulsività, entrambi aspetti che caratterizzano anche i pazienti affetti dal disturbo da deficit di attenzione e iperattività (ADHD). Pazienti con disturbo dell'alimentazione incontrollata faticano in compiti sperimentali in cui è richiesto di attendere per avere una ricompensa maggiore e tendono a preferire una ricompensa più piccola ma immediata.

## Terapie
Il trattamento, pensato e attuato da un'equipe multidisciplinare, mira soprattutto a migliorare le condizioni nutritive e stabilizzarle attraverso visite periodiche, trattamento in day hospital o tramite ricovero. A fianco a questo vi è sempre un trattamento psichiatrico che può essere svolto sia individualmente che in gruppo; sempre più spesso per i pazienti più giovani si cerca di coinvolgere l'intera famiglia attraverso forme opportune di psicoterapia .
A causa delle frequenti comorbidità sono spesso previste anche trattamenti con psicofarmaci.

## Prognosi
A seconda del tipo di disturbo la prognosi può variare. Spesso i disturbi della nutrizione e dell'alimentazione che esordiscono da bambini tendono più facilmente a risolversi o evolvono in altri disturbi psichiatrici come disturbi d'ansia o disturbi ossessivo compulsivi. Per l'anoressia nervosa l'insorgenza precoce sembra determinare una prognosi più favorevole con circa il 70-80% di tassi di remissione. Non è raro però che una paziente in remissione dall'anoressia nervosa sviluppino un altro disturbo psichiatrico (ad es. disturbi depressivi o disturbi d'ansia). In molti casi il disturbo alimentare può andare incontro a cronicizzazione. In non pochi casi l'esito è infausto, con tassi di mortalità più alta nell'anoressia dovuti principalmente alle condizioni di estrema emaciazione o al suicidio.

## Altre informazioni
Il 15 marzo è la giornata nazionale dedicata alla sensibilizzazione di queste patologie, istituita nel 2012 grazie a Stefano Tavilla, in onore della figlia, Giulia, mancata a causa di queste malattie.